# نيكولا ديفاوشيلي
نيكولا ديفاوشيلي (بالفرنسية: Nicolas Duvauchelle)‏ هو عارض وممثل فرنسي، ولد في 27 مارس 1980 بباريس في فرنسا.

## أعمال

### أفلام
- (2006) أبريل في الحب
- (2007) الداخل
- (2009) العشب البري[5]
- (2009) الفتاة على قطار
- (2011) بوليس[6]
- (2017) داليدا[7]

## وصلات خارجية
- نيكولا ديفاوشيلي على موقع IMDb (الإنجليزية)
- نيكولا ديفاوشيلي على موقع قاعدة بيانات الأفلام العربية
- نيكولا ديفاوشيلي على موقع ألو سيني (الفرنسية)
- نيكولا ديفاوشيلي على موقع ميوزك برينز (الإنجليزية)
- نيكولا ديفاوشيلي على موقع أول موفي (الإنجليزية)
- نيكولا ديفاوشيلي على موقع قاعدة بيانات الأفلام السويدية (السويدية)
- نيكولا ديفاوشيلي على موقع قاعدة بيانات الفيلم (الإنجليزية)
- نيكولا ديفاوشيلي على موقع كينوبويسك (الروسية)